# 森脇ゆか
森脇 ゆか（もりわき ゆか、1988年6月5日 - ）は、東京都出身の女性ファッションモデル・グラビアアイドル。ウイントアーツに所属していた。血液型O型、愛称はモンチ。
女子小中学生向けファッション誌『ニコラ』でモデル（ニコモ）として活動、2005年には男性誌の水着グラビアにも進出した。

## 出演

### CM・広告
- タカラ 「フォーチュンカード」：CM
- ナルミヤ・インターナショナル、デイジーラヴァーズ：雑誌広告
- 丸井、Voi Cute：カタログ・雑誌広告
- 千趣会、picomo：カタログ
- サン宝石、Fancy Pocket：カタログ
- TBC -Teen's TBC-：雑誌広告
- セシール：カタログモデル（ティーン）
- Honda 耕耘機・サラダ -「エブリバディ、耕してる?」篇-（2006年）
- 大都技研 「企業広告」（2006年）：CM

### 配信ドラマ
- Break Out!（2004年 - 2005年、Toshiba Web Street / KAERU CAFE） - 阿久根リナ（※2005年に映画上映）

### 映画
- ドルフィンスイム（2004年）[1]
- ブレイクアウト（2004年）[1][2][3]
- マリンバアンサンブル（2005年）[1]

## 書籍

### 雑誌
- JJ bis（光文社）
- ニコラ（新潮社） - レギュラー
- non-no（集英社）
- アネピチ（学研）
- Ray（主婦の友社）
- ディズニーファン（講談社）